# Прапор Сумської області
Пра́пор Сумсько́ї о́бласті — символічний знак, що відображає історичні та духовні традиції Сумщини. Разом із гербом становить офіційну символіку органів місцевого самоврядування та виконавчої влади Сумської області. Сучасні прапор і герб Сумської області затверджені 12 липня 2000 року 15-ю сесією Сумської обласної ради третього скликання. Автор прапора — Ю. М. Шелковніков.

## Опис
Прапор являє собою синє полотнище зі співвідношенням ширини до довжини як 2:3. У центрі розташований герб області, розмір якого має співвідношення висоти щита герба до висоти прапора як 2:3.